# Einwohnerrat (Allschwil)
Der Einwohnerrat der Gemeinde Allschwil bildet die Legislative der Gemeinde und besteht aus 40 Mitgliedern. Er findet sich in der Regel ein Mal pro Monat mittwochs im Saal der Schule Gartenhof Lettenweg zur öffentlichen Sitzung zusammen.

## Geschichte
Der Einwohnerrat der Gemeinde Allschwil konstituierte sich am 13. Januar 1972, den ersten Vorsitz übernahm W. Butz (CVP).

## Mitglieder
Die 40 Mitglieder des Einwohnerrates werden für 4 Jahre nach dem Proporz-Verfahren von den stimmberechtigten Einwohnerinnen und Einwohnern Allschwils gewählt. Geleitet wird der Einwohnerrat durch den Ratspräsidenten bzw. die Ratspräsidentin, die Amtsdauer beträgt jeweils ein Jahr.
Die ständigen Organe des Rates sind das Ratspräsidium, die zwei Vizepräsidien, das Büro (bestehend aus dem Ratspräsidium, den zwei Vizepräsidien und den beiden ordentlichen Stimmenzählenden), die Kommissionen, die Fraktionen sowie die Konferenz der Fraktionspräsidien.
Die ständigen Kommissionen des Rates sind:
- die Finanz- und Rechnungsprüfungskommission (FIREKO)
- die Geschäftsprüfungskommission (GPK)
- die Kommission für Bauwesen und Umwelt (KBU)
- die Kommission für Kultur und Soziales (KKS)
- die Kommission für Sicherheit und Dienste (KSD)

Die ständigen Kommissionen bestehen jeweils aus sieben Mitgliedern und werden in der konstituierenden Sitzung für die betreffende Amtsperiode aus der Ratsmitte gewählt. Die Kommissionsleitung wird für die gleiche Amtsdauer auf Vorschlag der Fraktionen vom Rat bestimmt.
Nachfolgend die Einwohnerratsmitglieder der aktuellen Legislaturperiode (2020–2024), Stand 25. Oktober 2022:
| Name                    | Partei                        | Funktion                              |
| ----------------------- | ----------------------------- | ------------------------------------- |
| Philippe Adam           | Die Mitte                     | Mitglied                              |
| Rolf Adam               | Die Mitte                     | Mitglied                              |
| Markus Aellen           | SP                            | Mitglied                              |
| Alex Beer               | SP                            | Mitglied                              |
| Andreas Bärtsch         | FDP                           | Mitglied                              |
| Noemi Feitsma-Wirz      | SP                            | Mitglied                              |
| Sandro Felice           | Grüne                         | Mitglied                              |
| Matthias Häuptli        | GLP                           | Mitglied                              |
| Martin Imoberdorf       | SP                            | Mitglied                              |
| Nico Jonasch            | FDP                           | Ersatz-Stimmenzähler/in               |
| Mehmet Can              | SP                            | Mitglied                              |
| Christian Jucker        | GLP                           | Mitglied                              |
| Astrid Kaiser           | Parteilos                     | Mitglied                              |
| Ulrich Keller           | Grüne                         | Mitglied                              |
| Roman Klauser-Hult      | AVP (Allschwiler Volkspartei) | Mitglied                              |
| Patrick Kneubühler      | SVP                           | Mitglied                              |
| Anne-Sophie Metz        | Grüne                         | Mitglied                              |
| Niklaus Morat           | SP                            | Mitglied                              |
| Martin Münch            | FDP                           | Stimmenzähler/in                      |
| Urs Pozivil             | FDP                           | Fraktionspräsident/in (FDP)           |
| Corinne Probst-Gadola   | Die Mitte                     | Mitglied                              |
| Alfred Rellstab         | SVP                           | Fraktionspräsident/in (SVP)           |
| Evelyn Roth             | Die Mitte                     | Mitglied                              |
| Christoph Ruckstuhl     | EVP                           | Mitglied                              |
| Miriam Schaub           | Grüne                         | Fraktionspräsident/in (EVP/GLP/Grüne) |
| Melina Schellenberg     | SP                            | Stimmenzähler/in                      |
| Lucca Schulz            | SP                            | Fraktionspräsident/in (SP)            |
| Claudia Sigel           | Die Mitte                     | Fraktionspräsident/in (Die Mitte)     |
| Florian Spiegel         | SVP                           | Mitglied                              |
| Simon Trinkler          | Grüne                         | Mitglied                              |
| Pascale Uccella-Klauser | AVP (Allschwiler Volkspartei) | Fraktionspräsident/in (AVP)           |
| Lea Van der Merwe       | FDP                           | Mitglied                              |
| Basil Wagner            | SP                            | Mitglied                              |
| Jörg Waldner            | SVP                           | Mitglied                              |
| Etienne Winter          | SP                            | Mitglied                              |
| Jean-Jacques Winter     | SP                            | Ersatz-Stimmenzähler/in               |
| Swen Wyss               | SVP                           | Mitglied                              |
| René Amstutz            | Grüne                         | 1. Vizepräsident/in                   |
| Henry Vogt              | SVP                           | Präsident/in                          |
| Stephan Wolf-Schuster   | Die Mitte                     | 2. Vizepräsident/in                   |